# Anthony Storr
Anthony Storr (* 18. Mai 1920 in London; † 17. März 2001 in Oxford) war ein englischer Psychiater, Psychoanalytiker und Autor.

## Hintergrund und Ausbildung
Storr wurde in London geboren und erhielt seine Ausbildung am Winchester College, am Christ’s College (Cambridge) und an der Westminster Hospital Medical School. Er gehörte zur ersten Kohorte von Medizinern, die an der Society of Analytical Psychology in London eine Ausbildung in Jungianischer Analyse absolvierten.

## Karriere
1974 wechselte Storr von seiner Privatpraxis zu einem Lehrauftrag am Warneford Hospital in Oxford, bis er 1984 in den Ruhestand ging.

## Persönliches
Storr war, wie einer seiner Nachrufer feststellte, „das Leiden in den prägenden Phasen seines Lebens nicht fremd“. Er heiratete zweimal: 1942 Catherine Cole (die unter ihrem Ehenamen Kinderbuchautorin wurde) und 1970 die Schriftstellerin Catherine Peters, nachdem die erste Ehe geschieden worden war.

## Ehrungen
- Pensioniertes Mitglied des Green Templeton College (1984)
- Mitglied der Royal Society of Literature (1990)
- Ehrenmitglied  des Royal College of Psychiatrists (1993)[2]

## Werke
In seinen Büchern erkundete Storr die Geheimnisse der dunklen Seiten der menschlichen Psyche – sexuelle Abweichungen (Sexual Deviation, 1964), Aggression (Human Aggression, 1968) und Destruktivität (Human Destructiveness, 1972). Gleichzeitig sah er die Möglichkeit, diese spontanen Triebe kreativ zu nutzen und sie auf sportliche, wissenschaftliche und künstlerische Leistungen auszurichten (The Dynamics of Creation, 1972).
In seinem Buch Music and the mind untersucht Storr verschiedene Theorien über die Ursprünge der Musik.
In seinem letzten Buch Feet of Clay; Saints, Sinners, and Madmen: The Power and Charisma of Gurus (1996) verfolgt Storr typische Muster, die oft psychotische Störungen beinhalten, die die Entwicklung des Gurus prägen. Er stellt die psychische Gesundheit Jesu in Frage, indem er andeutet, dass es psychologische Ähnlichkeiten zwischen verrückten „Messiasen“ wie Jim Jones, David Koresh und angesehenen religiösen Führern, darunter Jesus, gibt. Seine Studie ist ein Versuch, Jesus als einen von vielen Gurus zu betrachten.

## Veröffentlichungen
- The Integrity of the Personality (1961) ISBN 978-0-345-37585-8
- Sexual Deviation (1964) ISBN 978-0-14-020649-4
- Human Aggression (1968) ISBN 978-0-689-10261-5
- Human Destructiveness (1972) ISBN 978-0-435-82190-6
- The Dynamics of Creation (1972) ISBN 978-0-689-10455-8
- Jung (1973) ISBN 978-0-00-633166-7
- The Essential Jung (1983) ISBN 978-0-691-08615-6
- The School of Genius (1988) ISBN 978-90-254-6789-0
- Solitude: A Return to the Self (1988) ISBN 978-0-00-654349-7 – Taschenbuch-Umtitelung von The School of Genius
- Freud (1989) ISBN 978-0-19-282210-9
- The Art of Psychotherapy (1979, 1980) ISBN 978-0-416-60211-1
- Churchill's Black Dog, Kafka's Mice, and Other Phenomena of the Human Mind (1990) ISBN 978-0-00-637566-1
- Human Destructiveness: The Roots of Genocide and Human Cruelty (1991) ISBN 978-0-415-07170-3 – vollständig überarbeitete Ausgabe von Human Destructiveness
- Music and the Mind (1992) ISBN 978-0-00-215398-0
- Feet of Clay; Saints, Sinners, and Madmen: A Study of Gurus (1996) ISBN 978-0-684-82818-3
- The Essential Jung: Selected Writings (1998) ISBN 978-0-00-653065-7 – eine weitere Ausgabe von The Essential Jung
- Freud: A Very Short Introduction (2001) ISBN 978-0-19-285455-1 – eine weitere Ausgabe von Freud